# Ferdinand Wilhelm (Württemberg-Neuenstadt)

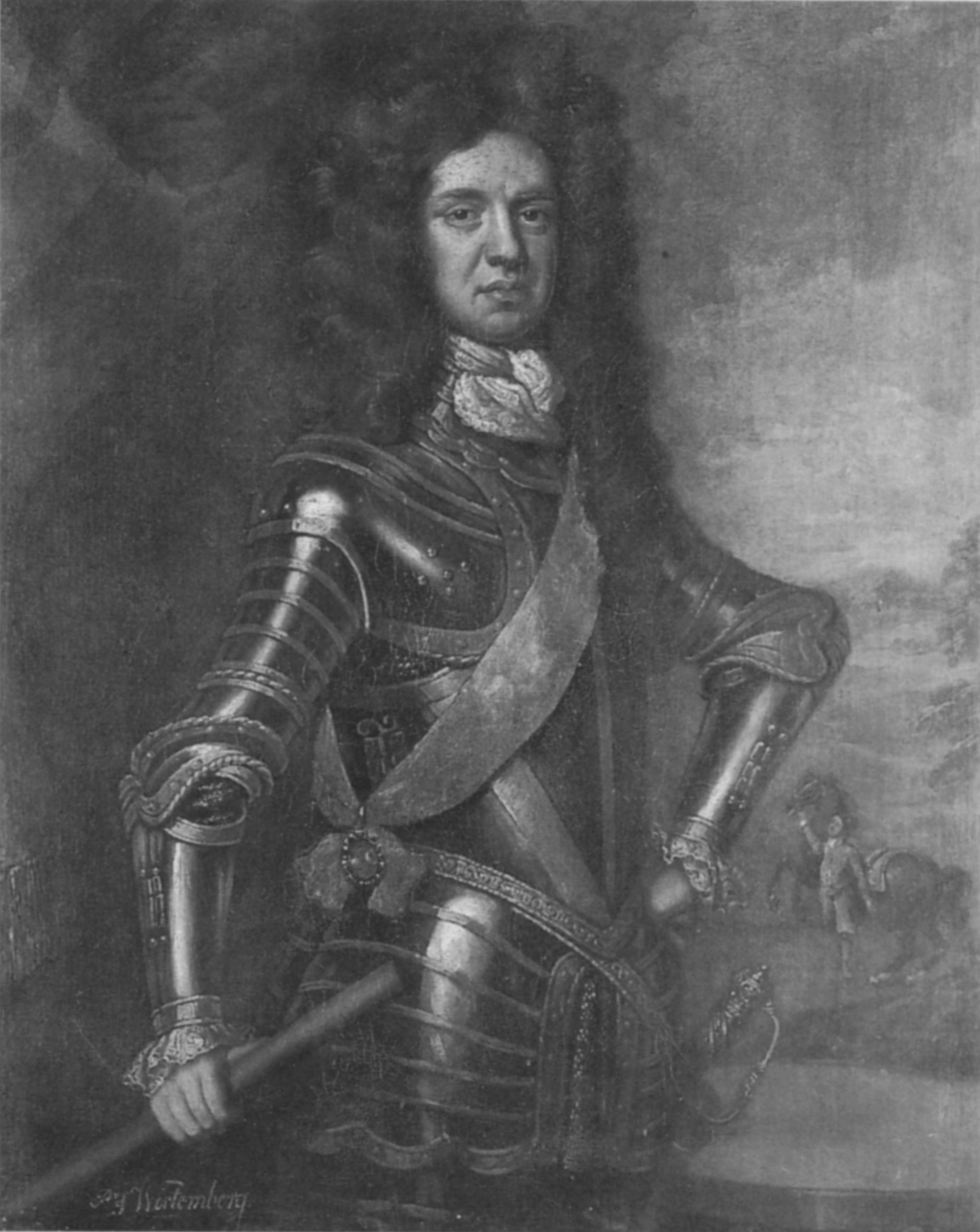
Ferdinand Wilhelm

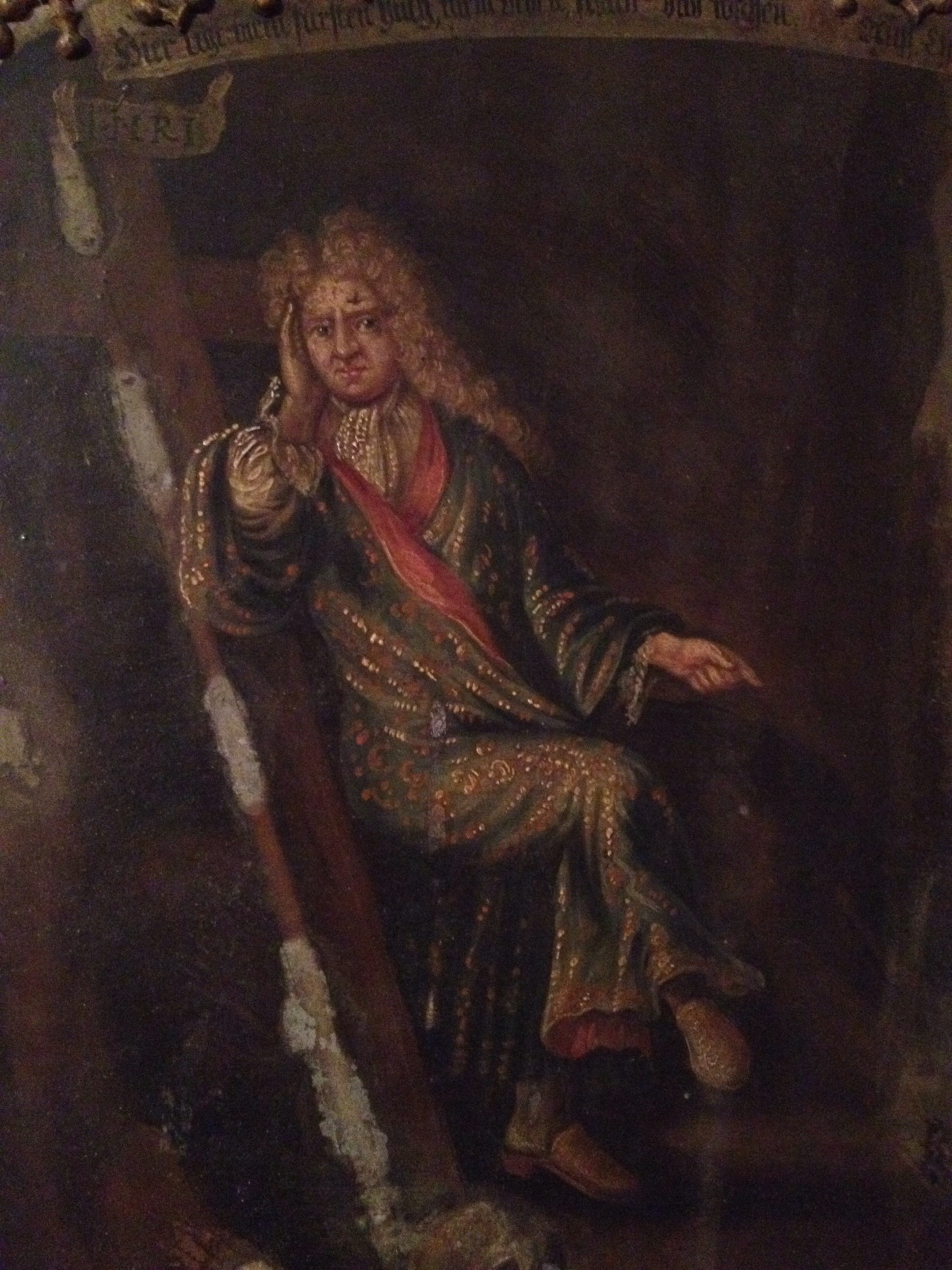
Darstellung von Ferdinand Wilhelm auf seinem Sarg in der Gruft der Herzöge von Württemberg-Neuenstadt in der Nikolauskirche in Neuenstadt am Kocher. Der Verstorbene ist mit dem Wundmal auf der Stirn dargestellt.

Ferdinand Wilhelm (* 12. September 1659 in Neuenstadt am Kocher; † 7. Juni 1701 in Sluis, Flandern) war Herzog von Württemberg, der als Heerführer in den Kabinettskriegen des späten 17. Jahrhunderts bekannt wurde.

## Leben
Ferdinand Wilhelm war das sechste Kind Herzog Friedrichs, der 1649 die zweite Seitenlinie Württemberg-Neuenstadt begründet hatte und dessen Gemahlin Clara Augusta von Braunschweig-Wolfenbüttel. Als nachgeborener Sohn entschied er sich für eine militärische Karriere. Seine ersten Erfahrungen sammelte er im Französisch-Niederländischen Krieg, wo er gemeinsam mit seinem älteren Bruder Friedrich August in einem braunschweig-lüneburgischen Regiment diente. Anschließend trat er im Schonischen Krieg in die Dienste Dänemarks, wo er bereits 1682 zum Generalleutnant befördert wurde.
Als die türkische Armee 1683 Wien bedrohte, schloss sich Ferdinand Wilhelm dem Heer unter Herzog Karl von Lothringen an und kämpfte in der Schlacht am Kahlenberg, mit der Wien entsetzt wurde. Auch danach kämpfte er weiter im Türkenkrieg mit. Vor der Festung Neuhäusel wurde er 1685 durch einen Schuss in die Stirn schwer verwundet. Ferdinand Wilhelm überlebte die Verletzung dank seiner guten Konstitution, sollte aber 16 Jahre danach ihren Spätfolgen erliegen.
1688 trat er wieder in dänische Dienste und erhielt den Oberbefehl über die 7.000 Mann, die Wilhelm III. gegen die katholischen Truppen unter Jakob II. zur Hilfe geschickt wurden. Auch sein jüngerer Bruder Carl Rudolf beteiligte sich an diesem Unternehmen. Gemeinsam kämpften die beiden Brüder in der Schlacht am Boyne und trugen auch sonst viel zur Unterwerfung der Insel bei. Wilhelm III. ging so weit zu sagen, dass nächst Gott die beiden Brüder am meisten zum Sieg beigetragen hätten.
Ab 1692 wurde Ferdinand Wilhelm, weiterhin in dänischen Diensten, zur Verteidigung der Niederlande gegen die Franzosen im Pfälzischen Erbfolgekrieg abgeordnet. Die Schlachten bei Steenkerke am 3. August 1692 und Neerwinden am 29. Juli 1693 gingen zwar verloren, dennoch zeichnete sich Ferdinand Wilhelm so weit aus, dass er zum General der holländischen Infanterie und zum Obersten in der königlichen Leibgarde ernannt wurde. Mehr Erfolg hatte er bei der Verteidigung von Nieuwpoort 1694 und bei der Eroberung von Namur im folgenden Jahr. Mit dem Frieden von Rijswijk 1697 endete dieser Krieg. Ferdinand Wilhelm wurde zum Gouverneur von Sluis und des ganzen holländischen Flandern ernannt.
1698 übernahm er im Dienst König Augusts II. von Polen als Generalfeldmarschall den Oberbefehl über die polnisch-sächsischen Truppen in der Ukraine gegen die Türken, die er zur Abtretung eines Stücks von Podolien an Polen zwang, und 1700 befehligte er dänische Truppen im Holsteinfeldzug gegen die Schweden. Danach zog er sich aus dem Militärdienst zurück.
Wenig später befiel ihn ein heftiges Leiden, das seine Ursache in der bei Neuhäusel erlittenen Schusswunde hatte. An diesem starb er am 7. Juni 1701 in Sluis. Er war unverheiratet und hinterließ keine Nachkommen. Er wurde in der Gruft des Hauses Württemberg-Neuenstadt in der Neuenstadter Nikolauskirche beigesetzt.